# Villanueva de las Peras
Villanueva de las Peras là một đô thị trong tỉnh Zamora, Castile và León, Tây Ban Nha. Theo điều tra dân số 2004 (INE), đô thị này có dân số là 167 người.